# Ariamnes hiwa
Espèce
Ariamnes hiwa est une espèce d'araignées aranéomorphes de la famille des Theridiidae.

## Distribution
Cette espèce est endémique de l'île d'Hawaï à Hawaï,.

## Description
Les mâles mesurent de 5,2 à 5,9 mm et les femelles de 7,0 à 7,4 mm.

## Publication originale
- Gillespie & Rivera, 2007 : Free-living spiders of the genus Ariamnes (Araneae, Theridiidae) in Hawaii. Journal of Arachnology, vol. 35, p. 11-37 (texte intégral).